# جیمز ادوارد ادموندز
جیمز ادوارد ادموندز (انگلیسی: James Edward Edmonds؛ ۲۵ دسامبر ۱۸۶۱ – ۲ اوت ۱۹۵۶) فرد نظامی اهل بریتانیا بود. وی همچنین برندهٔ جوایزی همچون شوالیه (عنوان) شده‌است.